# Chapter Two
Chapter Two (Brasil: Capítulo Dois - Em Busca da Felicidade / Portugal: Capítulo Segundo) é um filme norte-americano de 1979, do gênero comédia dramática, dirigido por Robert Moore  e estrelado por James Caan e Marsha Mason.